# Cassa di Risparmio di Calabria e Lucania
La Cassa di Risparmio di Calabria e di Lucania (abbreviata Carical) è stata una banca italiana con sede a Cosenza.

## Storia
La Cassa di Risparmio di Calabria venne fondata nel 1861. Successivamente la Banca estese la propria attività alla Lucania (oggi Basilicata) e si trasformò in Cassa di Risparmio di Calabria e  di Lucania.
A causa di gravi irregolarità accertate da un'ispezione della Banca d'Italia, la Carical, come ormai veniva chiamata, fu sottoposta ad amministrazione straordinaria dal marzo 1987 al luglio 1988.
In seguito alla legge Amato, nel 1992 l'attività bancaria fu trasferita alla nuova controllata Cassa di Risparmio di Calabria e di  Lucania S.p.A., mentre la  cassa di risparmio, cui erano rimaste le attività senza scopo di lucro, fu trasformata nella Fondazione Cassa di Risparmio di Calabria e di Lucania.
Nel 1994 il pacchetto di azioni detenute dalla Cariplo, in parte direttamente e in parte attraverso la holding Fincarical, superò il 50% e la Carical fu iscritta nel gruppo Cariplo.
Nel 1998 Carical fu incorporata da Banca Carime (ex-Fincarical), nella quale confluirono anche Caripuglia e Carisal. 